# Corsa New York-Parigi del 1908

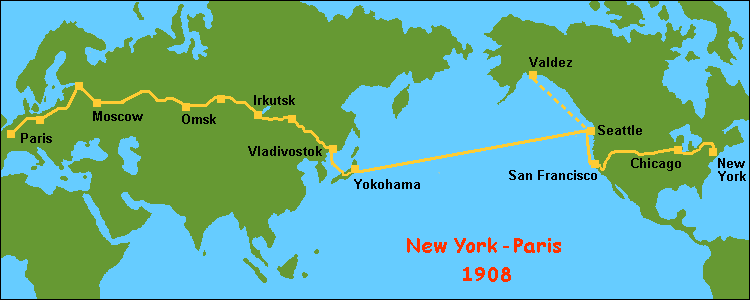
Mappa del percorso

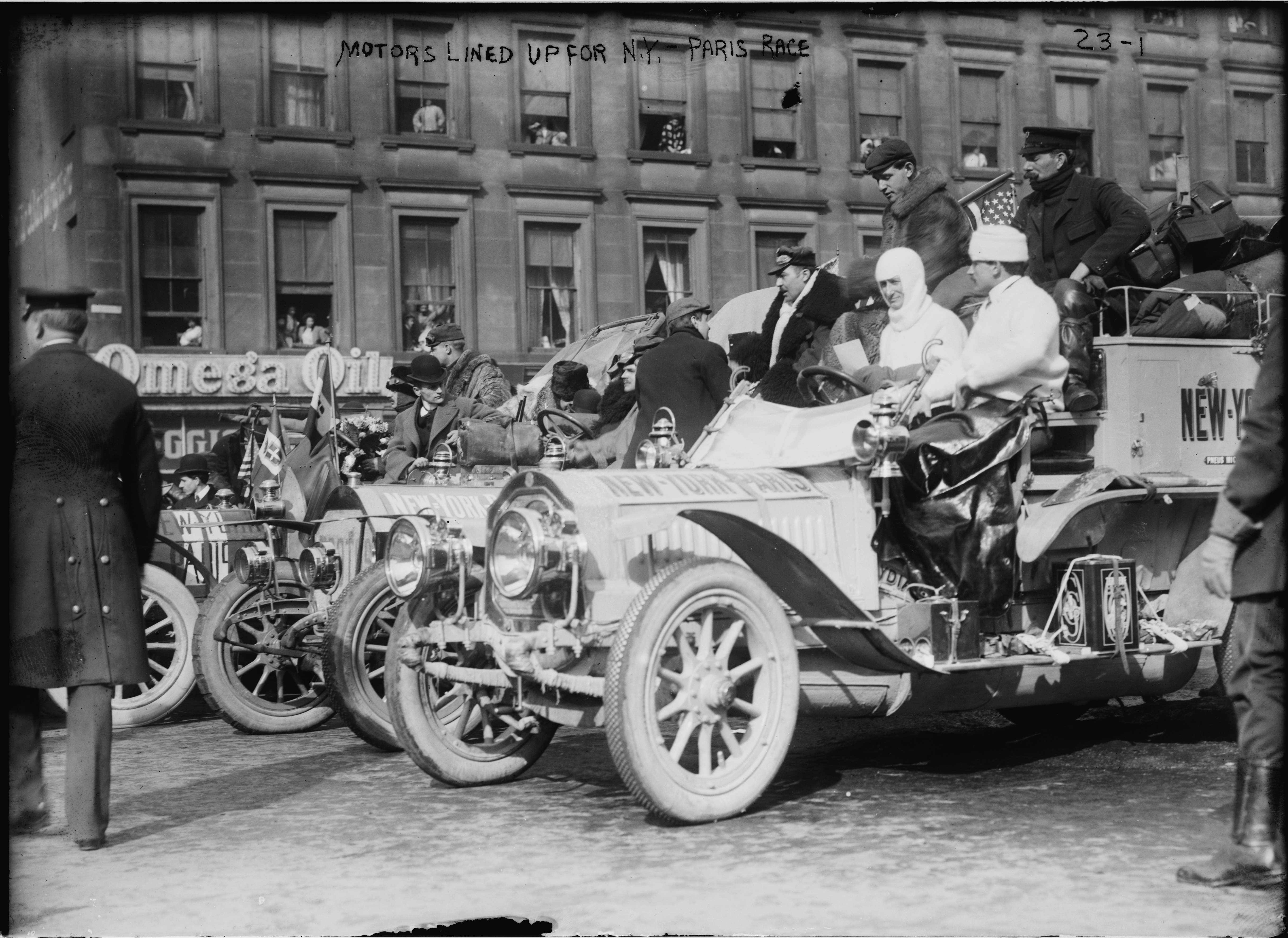
Vetture schierate al via: De Dion-Bouton (davanti), Protos, Motobloc

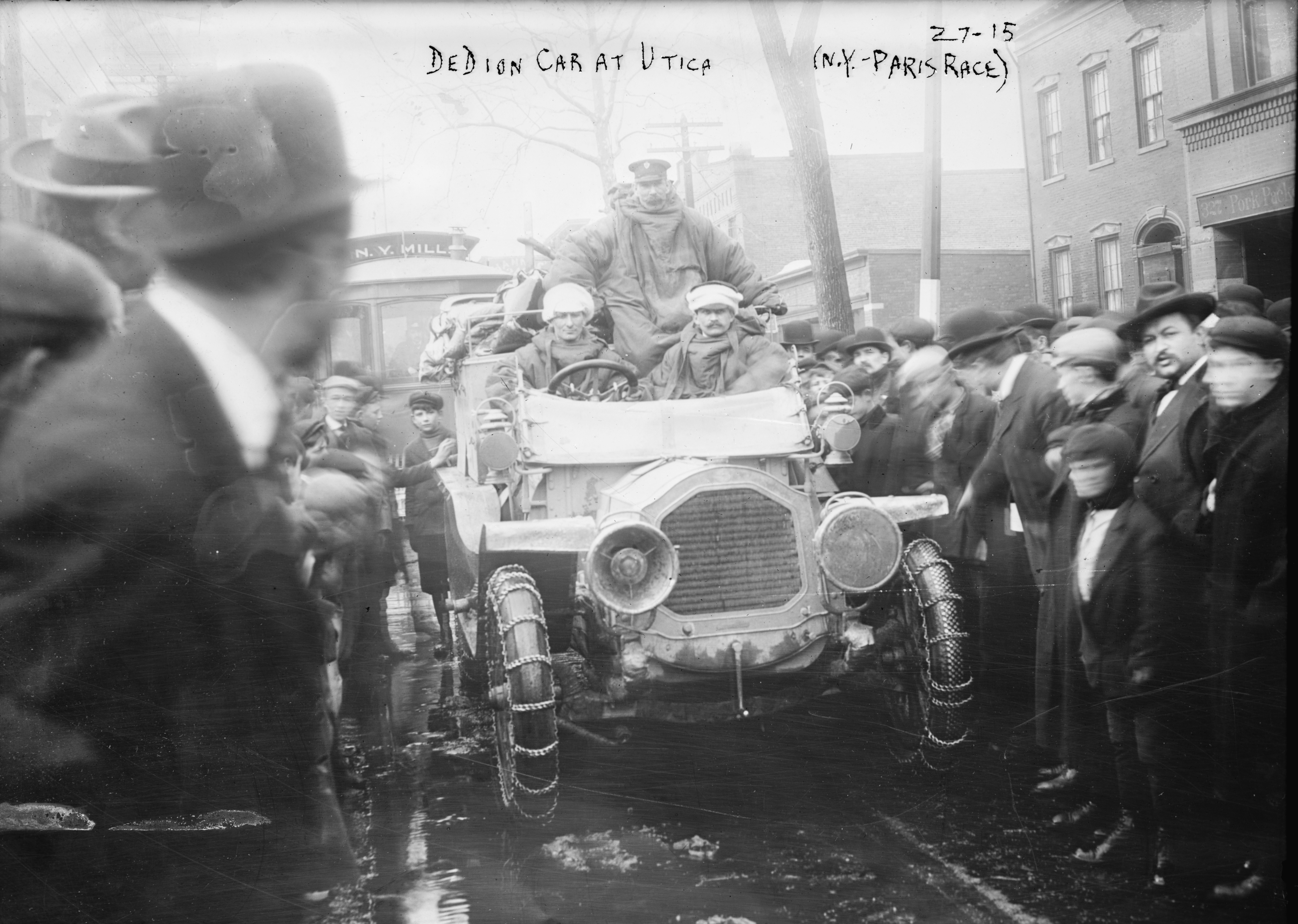
L'auto di De Dion-Bouton a Utica

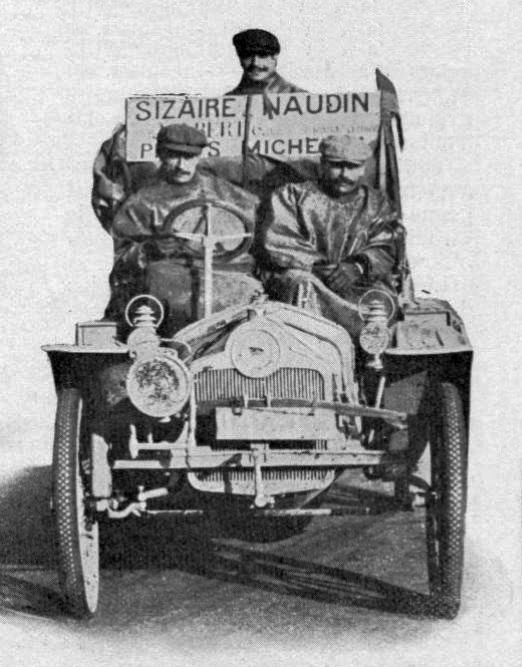
La Sizaire-Naudin di Pons, Deschamps e Berlhe

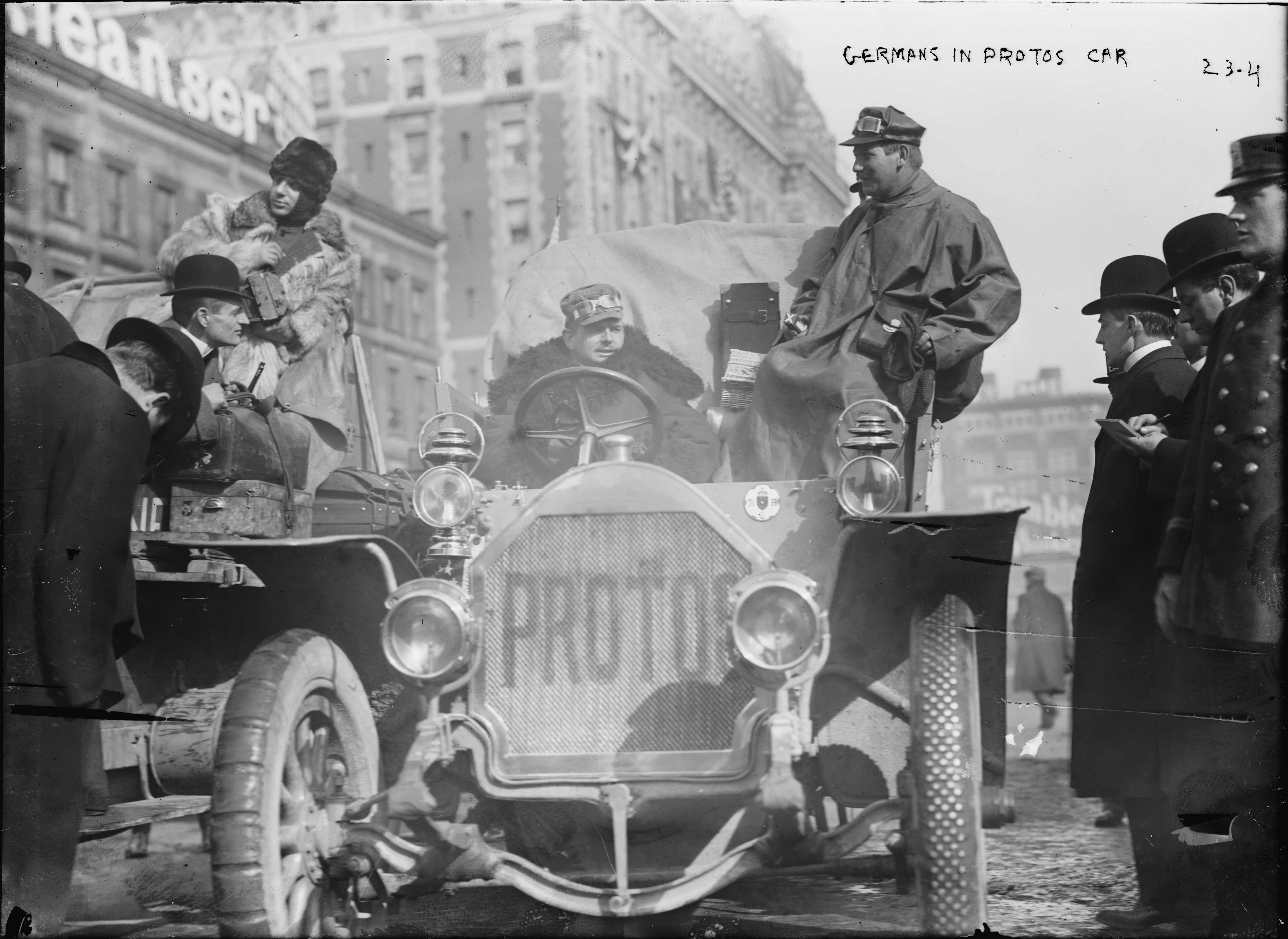
Tedeschi nell'auto Protos alla gara di New York-Parigi del 1908

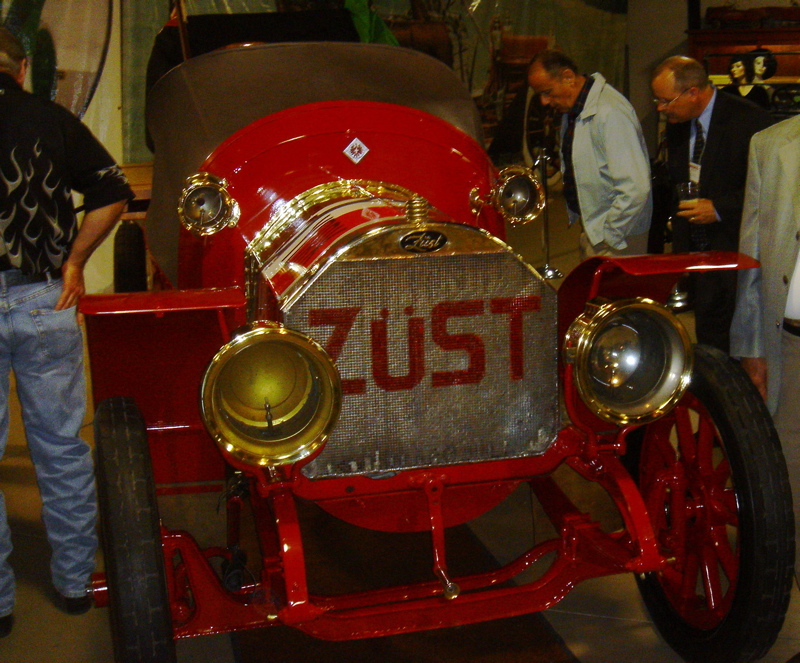
La Züst del 1906 che si classificò al terzo posto nella corsa intorno al mondo del 1908.

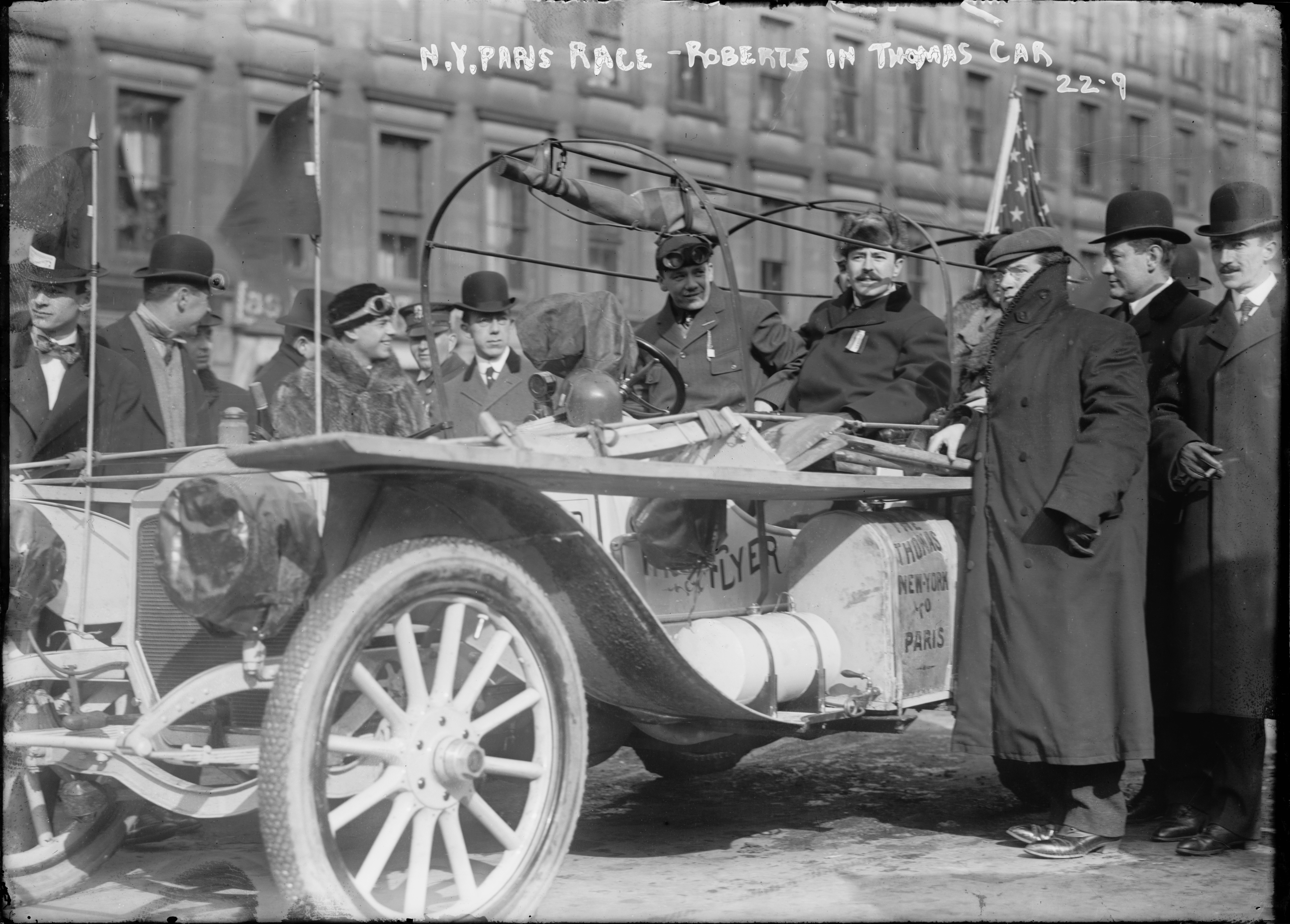
I vincitori della gara

La Corsa New York-Parigi del 1908 è stata una gara automobilistica composta da piloti che tentavano di viaggiare da New York a Parigi. Questa era una sfida considerevole, dato lo stato della tecnologia automobilistica e delle infrastrutture stradali in quel momento. Solo tre dei sei concorrenti completarono la corsa. Il vincitore fu il team americano, alla guida di una Thomas Flyer del 1907.
Nel 1907 la gara automobilistica Pechino-Parigi aveva ispirato una prova ancora più ardita di queste nuove macchine. L'anno successivo il percorso sarebbe stato da New York, USA, a Parigi, Francia, con passaggio in nave da Nome, Alaska, attraverso lo Stretto di Bering a East Cape, Siberia per 240 km. previsti (150 miglia).

## La corsa da New York a Parigi del 1908
La gara, la prima del suo genere tra le automobili, iniziò a Times Square il 12 febbraio 1908. Sei vetture in rappresentanza di quattro nazioni erano alla linea di partenza per quella che sarebbe diventata una prova di 169 giorni (rendendola, in termini di tempo, ancora il più lungo evento di sport motoristico mai tenuto). Parteciparono Germania, Francia, Italia e Stati Uniti, con le Protos che rappresentavano la Germania, una Züst che rappresentava l'Italia, tre auto (De Dion-Bouton, Motobloc e Sizaire-Naudin) in rappresentanza della Francia e una Thomas Flyer che rappresentava gli Stati Uniti. Alle 11:15 uno sparo annunciò l'inizio della gara. Davanti ai concorrenti c'erano pochissime strade asfaltate e in molte parti del mondo nessuna strada. Spesso le squadre ricorrevano alle linee ferroviarie, con le auto a cavallo dei binari, utilizzando pneumatici più larghi e a bassa pressione per poter transitare sulle traversine per centinaia di miglia quando non si riusciva a trovare strade.
L'americana Thomas Flyer era in testa dopo aver attraversato gli Stati Uniti e arrivata a San Francisco in 41 giorni, 8 ore e 15 minuti. Fu la prima traversata degli Stati Uniti in automobile in inverno.
Il percorso li condusse poi a Valdez, in Alaska, in nave. Poi l'equipaggio della Thomas trovò condizioni impossibili in Alaska e la corsa fu dirottata attraverso il Pacifico su un piroscafo fino al Giappone, dove gli americani attraversarono il Mar del Giappone. Giunsero a Vladivostok, in Siberia, in nave per iniziare ad attraversare i continenti dell'Asia ed Europa. Solo tre dei concorrenti superarono Vladivostok: Protos, Züst e Flyer.
Le pianure bagnate della Siberia e della Manciuria durante il disgelo rendevano difficile il progresso. In diversi punti, il movimento in avanti veniva spesso misurato in piedi anziché in miglia orarie. Alla fine le strade migliorarono avvicinandosi all'Europa e l'equipaggio della Thomas arrivò a Parigi il 30 luglio 1908, vincendo, dopo aver percorso circa 16.700 km. I tedeschi, guidati da Hans Koeppen, erano arrivati a Parigi quattro giorni prima, ma erano stati penalizzati complessivamente di 15 giorni per il trasporto in ferrovia a Seattle (dove avrebbe subito interventi tecnici radicali). Ciò diede la vittoria agli americani con George Schuster (l'unico americano a percorrere l'intera distanza da New York a Parigi) con 26 giorni di distacco (ancora il più grande margine di vittoria in qualsiasi evento di sport motoristico). Gli italiani arrivarono più tardi nel settembre 1908.
La gara fu di interesse internazionale con una copertura quotidiana in prima pagina da parte del New York Times (cosponsor della corsa con il quotidiano parigino Le Matin). Il significato dell'evento si estendeva ben oltre la gara stessa. Insieme alla gara di Pechino-Parigi, svoltasi l'anno prima, stabilì l'affidabilità dell'automobile come mezzo di trasporto affidabile, trasformando infine l'automobile da divertimento dei ricchi a mezzo di trasporto a lunga percorrenza affidabile e praticabile per le masse. Ciò portò anche alla richiesta di costruire strade migliori in molte parti del mondo.
Il pilota vincitore George Schuster è stato inserito nella Automotive Hall of Fame il 12 ottobre 2010.
L'auto vincitrice, Thomas Flyer, è in mostra a Reno, in Nevada, presso il National Automobile Museum, insieme al trofeo.

## La Gara mondiale del 2011
Mentre la pianificata Grande corsa del 2008 era stata annullata perché l'approvazione ed i permessi per viaggiare attraverso la Cina erano stati ritirati, un secondo tentativo fu organizzato nel 2011. La Gara mondiale del 2011 iniziò a Times Square il 14 aprile 2011, con i concorrenti che si proponevano di ripercorrere il percorso intrapreso nel 1908 da New York a Parigi. Alla fine, quattro dei veicoli partiti, il più antico dei quali era una Ford Model A del 1929, una Ford 3 Window del 1932 Coupe, il Maggiolino Volkswagen del 1967 e una Corvette multi-fuel Chevrolet del 2007, raggiunsero la Torre Eiffel a Parigi il 21 luglio 2011. Alla gara del 2011 partecipò Jeff Mahl, pronipote di George Schuster, il pilota vincitore della Corsa New York-Parigi del 1908.

## Nella cultura popolare
- Il film Mishaps of the New York–Paris Race del 1908, diretto da Georges Méliès, è stato ispirato dalla corsa.[7]
- Il film del 1965 La grande corsa, diretto da Blake Edwards, è stato vagamente ispirato alla corsa da New York a Parigi del 1908, anche se fortemente romanzato per lo spettacolo.
- Il documentario televisivo del 2008 The Greatest Auto Race on Earth racchiude l'epica storia della gara da New York a Parigi del 1908 con dettagli vividi.[8]
- Wolfgang Ettlich (Dir.): Hat der Motor eine Seele? 1908 im Auto um die Welt (D, 2008, tedesco) 86 min. (Un motore ha un'anima? Il giro del mondo in macchina nel 1908).[9]
- Il podcast Episode of Futility Closet del 2 giugno 2014 si concentra su questa gara.[10]
- L'episodio 323 del podcast americano The Dollop si concentra sulla corsa da New York a Parigi.
- Episodio 503 del programma radiofonico di suspense Around the World, trasmesso il 6 aprile 1953.